# ジョン・ベレアーズ
ジョン・ベレアーズ（John Anthony Bellairs、1938年1月17日 - 1991年3月8日）は、アメリカの小説家。児童向けのファンタジー小説を得意とした。代表作として『霜のなかの顔』、「ルイスと魔法使い協会」シリーズ、「ジョニー・ディクソン」シリーズなどがある。The House with a Clock in Its Wallsは2018年にアメリカで映画化され、日本では『ルイスと不思議の時計』の邦題で公開された。

## 作品（日本語訳のあるもの）
- 『霜のなかの顔』（The Face in the Frost (1969)、浅羽莢子訳、早川書房刊、1987年）
- 「ルイスと魔法使い協会」シリーズ（三辺律子訳、アーティストハウス刊）
  1. 『壁のなかの時計』（The House with a Clock in Its Walls (1973)、2001年）
  2. 『闇にひそむ影』（The Figure in the Shadows (1975)、2001年）
  3. 『魔法の指輪』（The Letter, the Witch, and the Ring (1976)、2001年）
  4. 『鑑のなかの幽霊』（The Ghost in the Mirror (1993)、2002年）
  5. 『魔女狩り人の復讐』（The Vengeance of the Witch-Finder (1993)、2002年）
  6. 『オペラ座の幽霊』（The Doom of the Haunted Opera (1995)、2003年）
  7. 『魔法博物館の謎』（The Specter from the Magician's Museum (1998)、2003年）
  8. 『橋の下の怪物』（The Beast Under the Wizard's Bridge (2000)、2004年）
- 「ルイスと不思議の時計」シリーズ（三辺律子訳、上記の新版、静山社刊[注 1]）
  1. 『ルイスと不思議の時計』（2018年）
  2. 『闇にひそむ影』（2018年）
  3. 『魔法の指輪』（2018年）
  4. 『鑑のなかの幽霊』（2019年）
  5. 『魔女狩り人の復讐』（2019年）
  6. 『オペラ座の幽霊』（2019年）
  7. 『魔法博物館の謎』（2020年）
  8. 『橋の下の怪物』（2020年）
- 「ジョニー・ディクソン」シリーズ（林啓恵訳、集英社刊）
  - 『ジョニー・ディクソン　ミイラと遺書と地下聖堂』（The Mummy, the Will, and the Crypt (1983)、2003年）
  - 『ジョニー・ディクソン　どくろの呪い』（The Spell of the Sorcerer's Skull (1984)、2003年）
  - 『ジョニー・ディクソン　魔術師の復讐』（The Revenge of the Wizard's Ghost (1985)、2005年）